# Брендон Шустер
Брендон Шустер (енгл. Brandon Schuster; Сува, 23. април 1998) самоански је пливач који се специјализирао за трке мешовитим, слободним и леђним стилом. Вишеструки је национални рекордер и олимпијац.

## Спортска каријера
Шустер се појавио на међународној сцени као веома млад пливач, а са свега 14 година учестовао је на светском првенству у малим базенима 2012. у Истанбулу где се такмичио у чак десет дисциплина. Већ наредне године дебитовао је и на светском првенству у великим базенима у Барселони, након чега постаје редован учесник светских првенстава (учестовао је и на првенствима у Казању 2015, Будимпешти 2017. и Квангџуу 2019. године).
Био је део самоанског олимпијског тима на ЛОИ 2016. у бразилском Рију где је наступио у трци на 200 слободно (46. место у квалификацијама).